# 石湖荡站
石湖荡站位于中国上海市松江区石湖荡镇，是沪昆铁路车站。车站设有6条股道，由上海局集团南翔直属站管辖，不办理客运业务。

## 历史

### 早期历史
石湖荡站站于1909年（清宣统元年）四月建成启用，因其位于湖荡村的石湖庙南约100米处，因此取庙名和村名综合命名为石湖荡车站。车站在建成时设正线、到发线各1股。1949年后增加到发线1股。1985年7月，在既有运转室东侧建成200平方米的新运转室。

### 复线化
1991年11月28日，沪杭铁路双线开通，石湖荡站设正线、到发线各2股；同时新站屋投入使用，原站屋、线路、设备全部废弃。车站原有少量客运列车停靠，1995年7月1日沪杭线451/452次普客1对停运，石湖荡站停办客运业务。
车站上行为斜塘江，沪杭铁路设有34号铁路桥（当地人称为大洋桥）跨越斜塘江。日本侵华期间被炸毁，日军占领期间在桥头数座军事碉堡。沪杭铁路复线化期间上海铁路局在下游新建复线特大桥。2002年老34号铁路桥被拆除。东岸小昆山镇境内残余引桥2013年被认定为松江区文物保护单位，命名为“斜塘沪杭铁路戊申年引桥遗址”。
为整治水运杭申线（上海段）航道大蒸港/圆泄泾区间，使其符合Ⅲ级航道通航标准，2010年在车站下行既有园泄泾大桥上游160米处新建园泄泾特大桥。2015年底，沪昆铁路圆泄泾特大桥新桥建成。新桥通车后，老桥于2016年9月拆除。
2020年车站附近建成浦江之首乡野公园，内设有展示性的铁路及列车。

### 南迁及货场建设
受沪昆铁路松江段改线和沪苏湖铁路工程影响，在绕过松江城区的新线建成后，车站于2024年12月13日南迁至今址，原松江北站的货场组织亦搬迁至本站新站址。沪昆铁路松江改线从石湖荡站引出，在斜塘航道建设沪苏湖跨斜塘特大桥，为高铁与普铁四线铁路并行斜拉桥。新石湖荡货场在沪苏湖铁路和沪昆铁路改线工程建设期间为其铺轨基地。
新石湖荡站设有6条到发线，站场北侧设有铁路货场一座，设4条装卸线，预计建成后年货运量可达200万吨。根据效果图，新石湖荡站货场将设有一大型顶棚，外观酷似北京大兴机场。当地政府计划以铁路货场为基础，在周围建设松江国际多式联运智慧物流枢纽。